# Шмац, Ханнелора
Ханнелора Шмац (нем. Hannelore Schmatz; 16 февраля 1940 — 3 октября 1979) — немецкая альпинистка. Погибла при спуске с вершины Джомолунгмы, на которую восходила южным маршрутом. Стала первой женщиной и первой гражданкой Германии, погибшей на верхних стенах Джомолунгмы.
Ханнелора Шмац была участницей альпинистской экспедиции на Джомолунгму. Возглавлял экспедицию её муж, Герхард Шмац, которому в то время уже было 50 лет — он оказался старейшим из побывавших на высочайшей вершине. Ей было 39. В этой же экспедиции участвовал американец Рэй Дженит (англ. Ray Genet), также погибший при спуске с вершины.
Трагедия произошла на высоте примерно 8300 м над уровнем моря, на Юго-Восточном Гребне Джомолунгмы.
Крайне уставшие после восхождения, участники экспедиции решили разбить бивак и переночевать, хотя их проводники-шерпы просили не делать этого. Один из тех проводников, Сунгдаре Шерпа, оставался с Ханнелорой Шмац и после её смерти и в результате обморожения потерял большую часть пальцев на руках и на ногах.
Тело Рэя Дженита оказалось скрыто под снегом, но тело Ханнелоры Шмац начало медленно соскальзывать вниз по горе. На протяжении многих лет его мог увидеть каждый, кто поднимался на вершину Джомолунгмы южным маршрутом — примерно в 100 м выше Лагеря IV. Альпинистка замёрзла в сидячем положении и с открытыми глазами, опираясь на свой рюкзак, а её волосы продолжали развеваться на ветру.
В 1984 году инспектор полиции Непала Йогендра Бахадур Тхапа (Yogendra Bahadur Thapa) и шерп Анг Дордже (Ang Dorje) попытались достать тело Ханнелоры Шмац, но в результате погибли сами.
В 1985 году Крис Бонингтон увидел её на расстоянии и первоначально принял за палатку, но подойдя ближе, увидел, кто это.
Лене Гаммергаард (Lene Gammelgaard), первая скандинавская женщина, взошедшая на вершину Джомолунгмы, в 1996 году также видела останки Шмац на Джомолунгме. Об этом написала руководитель экспедиции Арне Насс Джр. (норв. Arne Næss, Jr.) в своей книге «Восходя высоко» (англ. Climbing High).
По всей видимости, нетленное тело Ханнелоры Шмац остаётся на Джомолунгме; ветер постепенно сносит его к краю обрыва неприступной Стены Кангшунг.
По некоторым данным в начале 2000-х годов тело Шмац было сброшено ветром в пропасть.